# Adela Sequeyro
Adela Sequeyro Haro (* 11. März 1901 in Veracruz; † 24. Dezember 1992 in Mexiko-Stadt; auch bekannt als Perlita) war eine mexikanische Schauspielerin, Filmregisseurin, Journalistin und Schriftstellerin. Sie war eine der ersten Regisseurinnen des mexikanischen Films und wirkte zur Zeit des Stummfilms und nach Aufkommen des Tonfilms.

## Leben
Adela Sequeyro Haro wurde am 11. März 1901 in der mexikanischen Hafenstadt Veracruz geboren. Ihre Familie gehörte dem Mittelstand an und musste infolge des Ausbruchs der Mexikanischen Revolution 1910 die Stadt verlassen und zog nach Cuautilán, einer Vorstadt von Mexiko-Stadt. In der mexikanischen Hauptstadt war Sequeyro Schülerin der englisch-französischen Schule. Bereits in sehr frühem Alter begann sie als Journalistin zu arbeiten. In den 1920ern trat sie erstmals als Schauspielerin in mehreren Stummfilmen auf, meistens an der Seite von Ricardo Mutio, wobei sie manchmal den Namen Perlita verwendete. Ihr Debüt gab sie in dem Film El hijo de la loca von José S. Ortiz im Jahr 1923. Während der Dreharbeiten lernte sie die Regie kennen und entwickelte ihren Geschmack für das Melodrama. 1925 nahm Adela Sequeyro an einem von der Zeitung El demócrata, der Famous Players-Lasky Corporation und dem Kino Olimpia ausgeschriebenen Wettbewerb teil, der zeigen sollte, welche mexikanische Frau einen Film drehen könnte. Neben Sequeyro nahm mit Elena Sánchez Valenzuela eine weitere frühe Regisseurin des mexikanischen Films teil. Als Gewinnerin ging die bis dahin unbekannte Honoria Suárez hervor. Später gab Adela Sequeyro an, dass sie wegen eines Missverständnisses der Jury verloren hatte.
In den späten 1920ern und frühen 1930ern arbeitete Adela Sequeyro als Journalistin für El demócrata, El universal ilustrado, Revista de revistas und El universal taurino. In dieser Position lernte sie einige wichtige Kulturschaffende kennen, darunter den Karikaturisten Ernesto García Cabral, den Maler und zukünftigen Regisseur Adolfo Best Mugard, den Autor Arqueles Vela und den Künstler Matías Santoyo. Sie betätigte sich zu dieser Zeit auch selbst als Dichterin. Dabei folgte sie nicht avantgardistischen Strömungen, sondern wandte sich eher der Romantik zu.
Infolge der Entwicklung des Tonfilms in Mexiko wandte sich Adela Sequeyro erneut dem Film zu. Sie spielte unter anderem 1933 in dem von der Kritik positiv aufgenommenen Film El prisionero trece von Fernando de Fuentes. Adele Sequeyro wollte der Gewerkschaft der Beschäftigten der Filmindustrie beitreten, was ihr jedoch verweigert wurde. Daraufhin gründete Sequeyro 1935 zusammen mit einigen Filmtechnikern und mit Unterstützung der Banco de Crédito Popular die Produktionsfirma Exito. Mit dieser Firma produzierte sie ihren ersten eigenen Film Más allá de la muerte, bei dem sie Regieassistentin und Schauspielerin war, das Drehbuch schrieb und als Produzentin auftrat. Der Film war finanziell kein Erfolg, so dass die Produktionsfirma bankrottging. 1937 gründete Sequeyro zusammen mit ihrem Ehemann, Mario Tenorio, eine weitere Produktionsfirma namens Carola. Am 27. Oktober 1937 hatte Sequeyros Film La mujer de nadie im Kino Belmolri in Mexiko-Stadt Premiere. Der mexikanische Filmhistoriker Emilio García Riera lobte in seinem Werk Historia documental del cine mexicano die künstlerische Ausführung des ersten mexikanischen Tonfilms, bei dem eine Frau Regie führte. Er hob die Kameraführung von Alex Phillips, die schön gestalteten Sets und den Sinn von Sequeyro für Rahmungen hervor, die die Dünne der Geschichte überdecken würden. Zwar wurde der Film somit künstlerisch gewürdigt, finanziell war er aber nicht erfolgreich. Trotz der finanziellen Schwierigkeiten konnte Adela Sequeyro im Folgejahr ihren letzten Film Diablillos de arrabal realisieren. Das Thema der Jugendbanden war ein Zugeständnis an ihren Ehemann. Auch dieser Film brachte keinen finanziellen Erfolg. Sequeyros musste die Rechte an ihrem Film aufgeben.
Nach ihrem dritten Film gab Adela Sequeyro ihre Karriere in der Filmindustrie auf. In den 1950ern wurde sie wieder als Journalistin tätig. In den folgenden Jahrzehnten wurde sie immer wieder von Krankheiten gebeutelt. Für sein 1987 erschienenes Buch über die weiblichen Pioniere des mexikanischen Films interviewte der Filmemacher Marcela Fernández Violante Adela Sequeyro. Dieses Buch brachte Sequeyro wieder in Erinnerung und ihr wurde Anerkennung für ihre Leistungen zuteil. In ihren letzten Lebensjahren wurde sie von ihrer Tochter gepflegt. Am 24. Dezember 1992 verstarb Adela Sequeyros im Alter von 91 Jahren in Mexiko-Stadt.
Die drei Filme, bei denen Adela Sequeyro Regie führte, das Drehbuch verantwortete und die Produktion übernahm, galten als verloren. Während Más allá de la muerte und La mujer de nadie wiedergefunden wurden, ist Diablillos de arrabal weiterhin verschollen. Mit diesen Funden ging auch eine Neubewertung der Bedeutung von Sequeyro einher.

## Filmographie (Auswahl)

### Schauspielerin
- 1923: El hijo de la loca
- 1924: Atavismo
- 1924: No matarás
- 1925: Los compañeros del silencio
- 1926: Un drama en la aristocracia
- 1927: El sendero gris
- 1927: La que ya no pudo amar
- 1930: El inocente (Kurzfilm)
- 1931: Terrible pesadilla
- 1933: El prisionero trece
- 1934: Mujeres sin alma
- 1934: La sangre manda
- 1935: Más allá de la muerte
- 1937: La mujer de nadie
- 1945: Los misterios del Hampa
- 1950: La posesión

### Regisseurin
- 1935: Más allá de la muerte
- 1937: La mujer de nadie
- 1940: Diablillos de arrabal

### Drehbuchautorin
- 1935: Más allá de la muerte
- 1937: La mujer de nadie
- 1940: Diablillos de arrabal

### Produzentin
- 1935: Más allá de la muerte
- 1937: La mujer de nadie
- 1940: Diablillos de arrabal

### Filmeditorin
- 1940: La mujer de nadie